# Luchè
Luchè, pseudonimo di Luca Imprudente (Napoli, 7 gennaio 1981), è un rapper e produttore discografico italiano.

## Biografia

### Primi anni e Co'Sang
Cresciuto nel quartiere Marianella di Napoli, ai confini con Scampia, Piscinola, Chiaiano, Luchè iniziò il suo percorso musicale nel 1997, quando ancora era studente al liceo scientifico, insieme al rapper e amico Ntò, con il quale fondò i Co'Sang insieme a Denè e Dayana. Il primo brano inciso dal gruppo, Paura che passa, uscì nello stesso anno all'interno dell'album autoprodotto Spaccanapoli del collettivo napoletano Clan Vesuvio. Intorno allo stesso periodo Denè e Dayana lasciarono, portando la formazione a due componenti.
Nel 2005 il gruppo ha partecipato insieme ad altri artisti alla realizzazione della raccolta Napolizm: a Fresh Collection of Neapolitan Rap, nella quale sono presenti i loro brani Int 'o rione e Pnzier pesant, quest'ultimo inciso con i Fuossera, gruppo formato da O'Iank, Pepp J-One e Sir Fernandez. Nello stesso anno il duo ha inoltre pubblicato l'album di debutto Chi more pe' mme, prodotto in gran parte da Luchè e composto da 16 tracce in dialetto napoletano; nell'album è stato inserito anche il brano Poesia cruda inciso con i Fuossera; con il passare del tempo Poesia Cruda diventa un collettivo e etichetta indipendente, nel quale vi facevano parte i Co'Sang e i Fuossera. Tra il 2005 e il 2006 il duo ha iniziato una serie di collaborazioni con artisti importanti del panorama nazionale come Rischio e Inoki, rispettivamente nei dischi Reloaded - Lo spettacolo è finito Pt. 2 e The Newkingztape Vol. 1, e nell'ottobre 2006 la Universal ha deciso di occuparsi della distribuzione di Chi more pe' mme, dando così notorietà al duo, la quale è apparsa successivamente sulla copertina della rivista Rumore sul numero 168. L'uscita del disco ha poi portato i Co'Sang a diversi concerti in giro per l'Italia, tra cui la data di Milano del 26 novembre 2005 insieme ai Club Dogo e a Roma al teatro Palladium il 18 marzo 2007 in una serata assieme agli Urban Force.
Nel marzo 2009 ritorna con Ntò sulle scene musicali con il singolo Nun saje nient 'e me, realizzato in collaborazione con i Fuossera e che ha anticipato il secondo album Vita bona, uscito nel novembre dello stesso anno. Nel 2010 Luchè ha partecipato al progetto Diversidad, che racchiude 20 artisti da tutta Europa e che ha realizzato l'album The Experience, nel quale il rapper napoletano prende parte a sei brani.
Il 13 settembre 2010 viene pubblicato il mixtape Poesia cruda mixtape vol. 1, presentato dallo stesso Luchè e contenente brani realizzati dai membri del collettivo partenopeo Poesia Cruda; nel disco compaiono anche alcuni membri della Dogo Gang come Guè, Jake La Furia e Marracash.

### Carriera solista

#### L1eL2
In seguito allo scioglimento dei Co'Sang, avvenuto il 14 febbraio 2012, Luchè ha realizzato materiale per il suo primo album da solista, pubblicato da indipendente. Intitolato L1, l'album è uscito il 19 giugno del medesimo anno e contiene 12 tracce, di cui alcune registrate insieme ai Club Dogo e ai rapper Marracash e Emis Killa. Successivamente Luchè entra nel collettivo Roccia Music, fondato da Marracash, partecipando al primo album Genesi. Nel frattempo Luchè intraprende un'attività imprenditoriale a Londra con CoCo, fondando una pizzeria nella capitale britannica; negli anni successivi apre una seconda sede a New York.
Nel 2014 Luchè ha pubblicato il secondo album L2, composto da 16 brani e un remix con artisti come lo stesso Marracash, Clementino e Achille Lauro. Distribuito dalla Roccia Music, il disco è stato promosso dai videoclip dei brani GVNC, Infame, Tutto può succedere (versione in seguito modificata in quanto caratterizzata da un campionamento di Siamo soli di Vasco Rossi, che non lo aveva autorizzato) e Sporco napoletano.
Nel 2014 ha fondato la linea di abbigliamento Black Friday insieme a CoCo e allo stilista Mario Pini.

#### Malammore
Il 29 gennaio 2015 il rapper ha pubblicato contemporaneamente due singoli, E 'cumpagn mie e Nisciun, seguiti nel mese di giugno da un terzo singolo, Per la mia città, prodotto da D-Ross. Il 31 maggio 2016 è stato reso pubblico un ulteriore singolo, Il mio nome, accompagnato dal relativo videoclip diretto da Johnny Dama; il 7 luglio dello stesso anno Luchè ha annunciato il terzo album in studio, Malammore, pubblicato dalla Universal il 15 dello stesso mese. Composto da 19 brani, l'album ha visto la partecipazione di vari artisti, tra cui Gué Pequeno e Baby K; nel disco è inoltre presente il singolo O' primmo ammore, incluso nella colonna sonora della serie televisiva Gomorra - La serie. Tra novembre 2016 e febbraio 2017 Luchè ha intrapreso il Malammore Tour, riscuotendo successo nella data di Napoli del 5 gennaio, andata sold out. Successivamente viene chiamato da vari artisti come Gemitaiz, Ensi, Marracash, Gué Pequeno e Noyz Narcos, per collaborare nei loro lavori.

#### Potere
Dopo circa due anni di inattività, l'11 giugno 2018 Luchè ha annunciato il quarto album in studio Potere, pubblicato il 29 dello stesso mese; l'album è stato anticipato dal singolo Je ce credevo, unico brano del disco eseguito in dialetto napoletano. L'album contiene 16 tracce e le collaborazioni di CoCo, Gué Pequeno, Enzo Avitabile e Paola Imprudente. Un anno dopo il disco è stato ripubblicato con il sottotitolo Il giorno dopo con l'aggiunta di due inediti, due remix e del singolo Stamm fort in collaborazione con Sfera Ebbasta, oltre a un libro che ripercorre la vita e la carriera del rapper.
Tra il mese di novembre del 2018 e febbraio del 2019 Luchè ha tenuto il Potere Tour, esibendosi in varie località d'Italia; nell'estate 2019 ha intrapreso il Potere Summer Tour. Nel 2019 ha fondato l'etichetta discografica indipendente BFM Music, mettendo sotto contratto i rapper CoCo, MV Killa, Geolier, Vale Lambo e Lele Blade; durante il 2020 si aggiungono al roster di BFM Shadaloo e O'Iank, quest'ultimo ex componente dei Fuossera.
Verso la fine del 2019 ha preso parte al disco Mattoni di The Night Skinny e collabora con Marracash nel brano Sport - I muscoli. Nel 2020 partecipa al singolo di Gué Pequeno Chico con Rose Villain

#### Dove volano le aquile
Il 1º aprile 2022 Luchè ha pubblicato il quinto album Dove volano le aquile, il primo a seguito della firma con la Columbia Records; tra i sedici brani in esso contenuti figurano svariate partecipazioni, come Elisa, Guè, Marracash e Noyz Narcos. L'album ha ottenuto un buon successo in Italia, debuttando in vetta alla Classifica FIMI Album.
Nel febbraio 2024 partecipa al 74º Festival di Sanremo in qualità di ospite, affiancato da Guè, Gigi D'Alessio e Geolier, quest'ultimo in gara alla manifestazione, insieme ai quali canta un medley intitolato Strade, che si piazza al primo posto in classifica nella serata delle cover.

#### Ritorno dei Co'Sang eIl mio lato peggiore
Nel maggio 2024 viene annunciata la reunion ufficiale dei Co' Sang, con un concerto che si sarebbe tenuto il 17 settembre successivo. Nel frattempo, il 30 agosto, il duo pubblica il suo terzo album, Dinastia, anticipato dal singolo O primm post pubblicato il 2 agosto precedente. L'album contiene collaborazioni di Club Dogo, Liberato, Marracash e Geolier. L'album debuttato al primo posto della classifica settimanale stilata dalla FIMI e ha raggiunto la certificazione oro.
Il 16 maggio 2025 Luchè pubblica il suo sesto album da solista, intitolato Il mio lato peggiore e anticipato dai singoli Anno fantastico (insieme a Shiva e Tony Boy) e Autostima.

## Formazione
Luchè durante i concerti dal vivo si esibisce con vari musicisti di supporto, riportati di seguito:
- Desnup – batteria
- DJ Uncino – giradischi
- Torok – tastiera

## Discografia

### Da solista
- 2012 – L1
- 2014 – L2
- 2016 – Malammore
- 2018 – Potere
- 2022 – Dove volano le aquile
- 2025 – Il mio lato peggiore

### Con Ntò
- 2005 – Chi more pe' mme
- 2009 – Vita bona
- 2024 – Dinastia

### Con i Poesia Cruda
- 2010 – Poesia cruda mixtape vol. 1

## Tournée
- DVLA Tour